# وزوانق
وزوانق، روستایی از توابع بخش مرکزی شهرستان خنداب در استان مرکزی ایران است.

## جمعیت
این روستا در دهستان دهچال قرار دارد و براساس سرشماری مرکز آمار ایران در سال ۱۳۸۵، جمعیت آن ۱۵۰ نفر (۳۲خانوار) بوده‌است.